# Байкал (Аургазинський район)
Байка́л (рос. Байкал, башк. Байкал) — присілок у складі Аургазинського району Башкортостану, Росія. Входить до складу Баликликульська сільської ради.
Населення — 53 особи (2010; 66 в 2002).
Національний склад:
- татари — 95%